# Lokomotiv Yerevan
El Lokomotiv Yerevan (en armenio: Ֆուտբոլային Ակումբ Լոկոմոտիվ Երևան) es un equipo de fútbol de Armenia que juega en la Primera Liga de Armenia, segunda división de fútbol en el país.

## Historia
Fue fundado en el año 1963 en Ereván como el equipo de la compañía ferroviaria de la ciudad y logró ganar el título de la Liga Premier de Armenia en su año de debut cuando el territorio formaba parte de la Unión Soviética.
Tras la caída de la Unión Soviética el club desaparece, y fue hasta el año 2002 que es refundado y se une a la Primera Liga de Armenia, la segunda división del país, en la cual militó por tres temporadas hasta que antes de iniciar la temporada 2005 el club es excluido de la liga y posteriormente desaparece.
El 1 de mayo de 2018 anuncia su retorno jugando la Primera Liga de Armenia.

## Palmarés
- Liga Soviética de Armenia: 1

1963

## Temporadas Tras la Independencia
| Temporada | Nombre            | División              | Pos. | J  | G  | E | P  | GF | GC | PTS |
| --------- | ----------------- | --------------------- | ---- | -- | -- | - | -- | -- | -- | --- |
| 2002      | Lokomotiv Yerevan | Armenian First League | 9    | 30 | 10 | 4 | 16 | 42 | 78 | 34  |
| 2003      | Lokomotiv Yerevan | Armenian First League | 4    | 22 | 12 | 3 | 7  | 46 | 33 | '39 |
| 2004      | Lokomotiv Yerevan | Armenian First League | 11   | 30 | 8  | 6 | 16 | 29 | 51 | 30  |
| 2005      | Lokomotiv Yerevan | Armenian First League | -    | -  | -  | - | -  | -  | -  | -   |